# Эндрес, Густаво
Густаво Эндрес (порт.-браз. Gustavo Endres; род. 23 августа 1975 года, Пасу-Фунду) — бывший бразильский волейболист, центральный блокирующий национальной сборной, олимпийский чемпион, двукратный чемпион мира, победитель многочисленных международных соревнований.

## Карьера
Густаво Эндрес родился в Пасу-Фунду в волейбольной семье. Его младший брат Мурило также стал профессиональным волейболистом, долгое время играл в сборной вместе с братом, становился чемпионом мира.
Спортивную карьеру Густаво начал в составе команды Banespa. В середине 1990-х играл в юношеской сборной Бразилии, становичлся чемпионом и вице-чемпионом мира среди молодёжи в 1993 и 1995 годах соответственно.
В 1997 году дебютировал в национальной сборной. В том же году выиграл свой первый международный трофей — Всемирный Кубок чемпионов, проходивший в Японии.
В 2000 году дебютировал на Олимпийских играх. Однако в Сиднее бразильцы выступили неудачно, проиграв в четырёх сетах четвертьфинальный матч со сборной Аргентины.
В 2002 году на чемпионате мира в Аргентине Густаво был основным блокирующим национальной сборной и помог ей завоевать золотые медали. По итогам турнира он был включен в символическую сборную в качестве лучшего блокирующего. Год спустя Густаво впервые в карьере выиграл Мировую Лигу, положив начало пятилетней победной серии «селесао» в этом турнире.
На Олимпиаде в Афинах Густаво вновь был основным центральным сборной и помог ей выиграть олимпийский турнир, набирая более 10 очков за матч (в том числе 14 в решающей игре с итальянцами).
В 2006 году бразильцы с Густаво в составе защитили титул чемпионов мира, однако повторить свой олимпийский успех им не удалось — в Пекине они проиграли финальный матч сборной США и стали серебряными призёрами, а Густаво получил бриз лучшему блокирующему олимпийского турнира.
В дальнейшем Густаво играл в сборной нерегулярно. Последний его успех в составе «сесесао» это бронзовая награда Кубка мира-2011.
Спортивную карьеру завершил в 2015 году в сорокалетнем возрасте.